# St John's Lodge
Pour les articles homonymes, voir Saint John's (homonymie).
St John's Lodge est une résidence privée classée au patrimoine de catégorie II *, située à Regent's Park, dans la Cité de Westminster, à Londres, en Angleterre. Depuis 1994, il appartient à la famille royale du Brunei Darussalam  et est la résidence londonienne du prince Jefri Bolkiah du Brunei. St John's Lodge est situé dans le cercle intérieur de Regent's Park, qui jusqu'en 1965 était situé dans le quartier métropolitain de St Marylebone et fait maintenant partie de la Cité de Westminster.

## Histoire

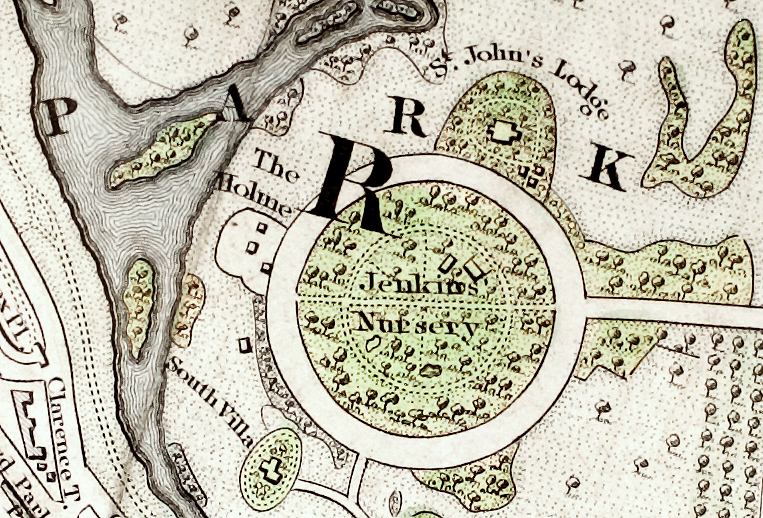
Carte du Inner Circle, vers 1833.

Le St John's Lodge est la première villa construite à Regents Park en 1812  et a été conçue pour Charles Augustus Tulk par l'architecte John Raffield. Les services des parcs royaux décrivirent St John's Lodge et The Holme comme les deux seules villas de la conception originale de John Nash de Regents Park  qui aurait comporté un palais royal.
Lord Wellesley, Sir Isaac Goldsmid et John Crichton-Stuart, 3e marquis de Bute, sont également au nombre des autres propriétaires du pavillon. La résidence a été occupée par l'Institut d'archéologie de l'Université de Londres de 1937 à 1959 et par les départements d'histoire et de lettres classiques du Bedford College de 1959 à 1983. Les jardins adjacents sont ouverts au public depuis 1928 . St John's Lodge a été acheté en 1987 par la société de développement Messila House pour 9 millions de livres, qui a doublé sa superficie (pour atteindre 3 300 m²), avant d'être vendu en 1994 à la famille royale du Brunei Darussalam pour 40 millions de livres, ce qui en fait la maison privée la plus chère du Royaume-Uni.